# Syzygium hodgkinsoniae
Syzygium hodgkinsoniae är en myrtenväxtart som först beskrevs av Ferdinand von Mueller, och fick sitt nu gällande namn av Lawrence Alexander Sidney Johnson. Syzygium hodgkinsoniae ingår i släktet Syzygium och familjen myrtenväxter. Inga underarter finns listade i Catalogue of Life.